# 休斯敦尼亞鎮區 (密蘇里州佩蒂斯縣)
休斯敦尼亞鎮區（英語：Houstonia Township）是位於美國密蘇里州佩蒂斯縣的一個行政鎮區。

## 地方資料
休斯敦尼亞鎮區的面積為78.70平方千米，當中陸地面積為78.39平方千米，而水域面積為0.31平方千米。根據2020年美國人口普查的數據，當地共有人口435人，而人口密度為每平方千米5.53人。